# العقوبات الروسية على تركيا بعد إسقاط طائرة سوخوي 24

روسيا
تركيا

العقوبات الروسية على تركيا المتعلقة بإسقاط طائرة سوخوي 24 عام 2015 هي إجراءات سياسية واقتصادية وعسكرية مقيدة فرضتها روسيا على تركيا ردًا على تدمير القاذفة الروسية سوخوي 24 من قبل القوات الجوية التركية في سماء سوريا في 24 نوفمبر 2015.

## الخلفية
تم إسقاط قاذفة روسية من طراز سوخوي-24 كانت تحلق من قاعدة حميميم العسكرية في سوريا، على بعد 30 كيلومترًا من الحدود مع تركيا في 24 نوفمبر 2015 على يد مقاتلة تركية من طراز إف-16.
قالت السلطات التركية إن الطائرة انتهكت المجال الجوي للبلاد. نفت موسكو ذلك وقالت إن مقاتلات إف-16 التركية دخلت الأجواء السورية.
أعلنت السلطات الروسية التحضير لفرض عقوبات على تركيا فيما يتعلق بتدمير طائرة سوخوي-24.

## العقوبات المفروضة على تركيا
وفقًا لمرسوم رئيس الاتحاد الروسي المؤرخ 28 نوفمبر 2015 رقم 583 "بشأن تدابير ضمان الأمن القومي للاتحاد الروسي وحماية مواطني الاتحاد الروسي من الأعمال الإجرامية وغيرها من الأعمال غير القانونية وعلى تطبيق التدابير الاقتصادية الخاصة المتعلقة بجمهورية تركيا (بصيغتها المعدلة في 25 يوليو 2019)» في 30 نوفمبر 2015، نشرت الحكومة الروسية قائمة بالإجراءات الاقتصادية تجاه تركيا.
- تم تعليق أنشطة اللجنة الروسية التركية الحكومية المشتركة للتعاون التجاري والاقتصادي؛ في 2 أغسطس 2016، تم استئناف أنشطة اللجنة الحكومية الروسية التركية المشتركة للتجارة والتعاون الاقتصادي؛[1]
- وكذلك عملية التفاوض مع الجانب التركي حول مشروع اتفاقية بين حكومة الاتحاد الروسي وحكومة الجمهورية التركية بشأن التجارة في الخدمات والاستثمارات، ومشروع برنامج متوسط المدى للتعاون التجاري والاقتصادي والعلمي والفني والثقافي بين البلدين. تم تعليق حكومة الاتحاد الروسي وحكومة الجمهورية التركية للفترة 2016-2019؛ في 2 أغسطس 2016، تم استئناف عملية التفاوض، والتي تم إرسال إشعار مقابل بشأنها.
- تم حظر الرحلات الجوية العارضة بين روسيا وتركيا منذ 1 ديسمبر 2015؛ منذ 30 يونيو 2016، تم رفع القيود المفروضة على منظمي الرحلات السياحية ووكلاء السفر لتقديم تذكرة سياحية تنص على زيارة جمهورية تركيا؛[2]
- يقتصر حق شركات النقل التركية في تنفيذ النقل البري الثنائي على 2000 وحدة؛
- إلغاء نظام التأشيرة؛ بعد اغتيال كارلوف (19 ديسمبر 2016) جمدت روسيا المفاوضات بشأن إلغاء التأشيرات للمواطنين الأتراك؛[3]
- تم حظر تشغيل العمال الأتراك اعتبارًا من 1 يناير 2016؛
- تم حظر استيراد عدد من المنتجات الغذائية من تركيا منذ 1 يناير 2016؛[4] منذ 20 أكتوبر 2016، سُمح باستيراد المنتجات التالية: البرتقال واليوسفي والخوخ والخوخ؛[5] منذ 18 مارس 2017، تم قبول استيراد المنتجات التالية: القرنفل الطازج؛ البصل والكراث الطازج أو المبرد؛ القرنبيط والبروكلي طازج أو مبرد؛ علكة مغلفة بالسكر أو غير مغطاة بالسكر؛ الملح (بما في ذلك ملح الطعام والملح المشوه).[6] منذ 10 يونيو 2017، تم قبول استيراد المنتجات التالية: أجزاء من الذبائح والمنتجات الثانوية للدجاج المنزلي، وأجزاء من الذبائح والمنتجات الثانوية للديك الرومي والخيار والعنب والتفاح والكمثرى والفراولة والفراولة؛[7]

- حظر للمنظمات الخاضعة لسلطة جمهورية تركيا، وكذلك للمنظمات التي يسيطر عليها مواطنو جمهورية تركيا، لأداء (تزويد) أنواع معينة من العمل (الخدمات) على أراضي روسيا.[8] تشمل القائمة المنظمات في مجال: تشييد المباني، والهياكل الهندسية، وأعمال البناء المتخصصة؛ الأنشطة في مجال الهندسة المعمارية والتصميم الهندسي والاختبار الفني والبحث والتحليل؛ أنشطة وكالات السفر والمنظمات الأخرى التي تقدم خدمات في مجال السياحة؛ أنشطة الفنادق وغيرها من أماكن الإقامة المؤقتة؛ أداء العمل، وتوفير الخدمات لتلبية احتياجات الدولة والبلديات؛ معالجة الأخشاب.[9] اعتبارًا من 31 ديسمبر 2016، تم استبعاد 70 منظمة من هذا الحظر.[10] في 31 مايو 2017، بموجب مرسوم صادر عن رئيس الاتحاد الروسي، تم إلغاء هذه العقوبة.[11]

## عواقب العقوبات

### لتركيا
- عندما يدخل المواطنون الأتراك إلى روسيا، يتم إعادتهم إلى وطنهم.[12]
- استبعد نظام السياحة الروسي 19 شركة سفر مرتبطة بالأعمال التركية من السجل الفيدرالي.[13]
- تحاول أنقرة إعادة توجيه صادراتها إلى كينيا ونيجيريا ودول أفريقية أخرى لتقليل الخسائر الناجمة عن العقوبات الروسية.[14]
- منعت إيران إعادة تصدير البضائع التركية من أراضيها إلى روسيا.[15]
- انضمت انضمت أبخازيا إلى العقوبات الروسية ضد أنقرة. تم اتخاذ الإجراءات التالية: منع المنظمات التركية من العمل في مشاريع أمر الدولة في أبخازيا مقابل المال الروسي؛ تقييد أنشطة المنظمات غير الهادفة للربح الخاضعة لولاية تركيا القضائية.[16][17]

- تم طرح أكثر من 1300 فندق للبيع في تركيا بسبب مشاكل في صناعة السياحة في البلاد. كما تفاقم الوضع بسبب العقوبات التي فرضها الاتحاد الروسي بعد حادثة إسقاط الطائرة الروسية من قبل القوات الجوية التركية.[18]

### بالنسبة لروسيا
- في أوائل ديسمبر 2015، تم إغلاق مركز الدراسات التركية في جامعة قازان الفيدرالية.[12]
- كيانات روسيا الاتحادية: غادرت باشكيريا وتوفا وألتاي وخاكاسيا منظمة تركسوي.[19]
- أوقفت مدينة نابريجنيي تشلني جميع الاتصالات مع مدينة قازان التركية التوأم.[20]
- أوقفت تركيا توريد قطع غيار سوليرز.[21]
- منذ 31 يناير 2016، أصبح النقل داخل تركيا عن طريق النقل الروسي غير ممكن.[22]
- تم فرض حظر غير معلن على استيراد الأقمشة والمنسوجات من تركيا إلى روسيا.[23][24]

## النتيجة
في 27 يونيو 2016، اعتذر الرئيس التركي رجب طيب أردوغان في رسالة إلى الرئيس الروسي فلاديمير بوتين عن اسقاط سوخوي 24، مقدمًا التعازي لأقارب الطيار المتوفى، وأعلن أيضا تحقيق قضائي ضد متشدد مرتبط بوفاة الطيار الروسي. تشير الرسالة إلى أن روسيا صديقة وشريك استراتيجي لتركيا، ولا ترغب السلطات التركية معها في إفساد العلاقات.
في 28 يونيو، أعلن رئيس الوزراء التركي بن علي يلدرم أن تركيا مستعدة لتعويض روسيا عن تدمير طائرة سوخوي-24 الروسية من قبل القوات الجوية التركية.
وهكذا، اعتبارًا من 25 يوليو 2019، رُفعت العقوبات عن تركيا جزئيًا. هناك حظر على استيراد الطماطم إلى أراضي روسيا، ونظام بدون تأشيرة للمواطنين الأتراك (باستثناء الأشخاص الذين يحملون جوازات سفر رسمية وخاصة)، والحفاظ على سيطرة متزايدة على أنشطة شركات النقل التركية في الاتحاد الروسي والمحافظة على تعزيز السيطرة على الموانئ، فضلًا عن السيطرة على ضمان أمن النقل للمناطق المائية الموانئ البحرية الروسية في حوض آزوف والبحر الأسود.